# Ernesto Drangosch
Ernesto Drangosch, né le 22 janvier 1882 et mort le 26 juin 1925, est un pianiste et compositeur argentin. Il a été l'élève du compositeur Alberto Williams et du professeur de piano italien Carlo Vidusso (en).

## Biographie
Ernesto Drangosch nait le 22 janvier 1882 à Buenos Aires, fils d'immigrants allemands. Son père est Friederich Carl Drangosch, musicien, propriétaire du magasin de musique Drangosch & Beines et représentant de Stenway en Argentine, et sa mère est Augusta Emilia Inés Schneider (1851, Berlin, Allemagne). Il est baptisé sous le nom d'Ernst Otto Paul Richard Drangosch.
Dès sa plus tendre enfance son père le confie au professeur Emilio Collin. Le 28 septembre 1891, à l'âge de neuf ans, il fait ses débuts  en tant que soliste avec orchestre dans le Concerto pour piano no 1 de Beethoven sous la direction de Pietro Melani. Dans le public se trouve Alberto Williams qui remarque le pianiste surdoué et le fait venir en 1894 au conservatoire de musique de Buenos Aires. Il a alors également comme professeurs Julián Aguirre, Carlos Marchal et Luigi Forino (violoncelle).
Peu de mois après Ernesto interprète le Concerto pour piano no 23 de Mozart sous la direction d'Hercule Galvani. Le futur beau-père d'Ernesto, Teodorico Berardi, est étonné par la précocité du garçon de neuf ans. Teodorico emmene ses deux filles au concert, mais à cette occasion, Ernesto, neuf ans, et Herminia, sept ans, ne savaient pas que leurs vies seraient en suite liées.
À partir de 1897, il étudie le piano avec Karl Heinrich Barth à l'Akademische Hochschule für Musik de Berlin, l'harmonie et le contrepoint avec Max Bruch, la direction de chœur et d'orchestre avec Joseph Joachim et l'esthétique et l'histoire de la musique avec Carl Krebs. Des musiciens tels que Felix Weingartner, Arthur Nikisch, Ignacy Paderewski, Arturo Toscanini, Arthur Rubinstein, Jan Kubelík, Franz von Vecsey, Edvard Grieg et Siegfried Wagner se montrent impressionnés par son talent et sa personnalité.
En 1900, Drangosch retourne en Argentine pour participer au concours du Gran Premio Europa, une bourse de quatre ans offerte par la Comisión Nacional de Bellas Artes. En 1901, il retourne à Berlin et prend des cours de piano avec Conrad Ansorge et des cours de composition avec Engelbert Humperdinck. Parallèlement, il se produit en tant que pianiste avec l'Orchestre philharmonique de Berlin sous la direction de Joseph Joachim, Ferruccio Busoni et Eugen d'Albert.
De 1905 à 1907, il enseigne au Conservatorio de Música de Buenos Aires, puis dirige jusqu'à sa mort la Casa de Estudios Ernesto Drangosch qu'il a fondée et qui porte son nom. Il a compté parmi ses élèves Arnaldo D’Espósito (de), Silvia Eisenstein, Luis Gianneo, Honorio Siccardi (es) et Raúl Spivak (de). En 1924 Carlos López Buchardo le nomme professeur au Conservatoire national de musique (es).
Parallèlement, Drangosch déploie une intense activité de concertiste en Argentine et dans les pays voisins. Ainsi, dans le cadre de la série de concerts Doce conciertos históricos, il présente en trois concerts douze œuvres classiques et romantiques représentatives pour piano et orchestre et joue en 1916 l'intégralité des sonates pour piano de Beethoven lors de plusieurs tournées de concerts.
Drangosch meurt le 26 juin 1925 à Buenos Aires d'une pneumonie, peu avant une tournée européenne prévue.

## Œuvres
À l'âge de 11 ans, il commence à explorer le domaine de la composition sous la direction d'Alberto Williams et de Julián Aguirre. Sa première œuvre est Hoja de Álbum (Opus 1). Outre des œuvres pour piano, Drangosch a également composé de la musique orchestrale et de chambre, des œuvres chorales et des chansons. Dans nombre de ses œuvres, il fusionne la musique européenne traditionnelle avec des rythmes américains populaires tels que le tango, la samba, le shimmy, le cakewalk, le maxixe, le pericón et la vidalita.
- Criolla overture, 1920

- Sechs lieder op.4
- Fier lieder op.9
- Drei Lieder op.19

## Postérité
- En 1999 la pianiste argentine Estela Telerman (es) crée le Grupo Drangosch pour la préservation, diffusion et édition de la musique argentine[2]